# Matrice simetrică
În algebra liniară, o matrice simetrică este o matrice pătratică care este egală cu transpusa sa. Matricea A este simetrică dacă
{\displaystyle A=A^{\top }.}
Deoarece matricele echivalente au dimensiuni egale, doar matricele pătratice pot fi simetrice.
Elementele unei matrice simetrice sunt simetrice față de diagonala principală. Deci dacă elementele sunt scrise A = (aij), atunci aij = aji, pentru oricare ar fi indicii i și j. 
Un exemplu de matrice simetrică este următoarea matrice pătratică de ordinul 3:
{\displaystyle {\begin{bmatrix}1&7&3\\7&4&-5\\3&-5&6\end{bmatrix}}.}